# Miniera di Bingham Canyon

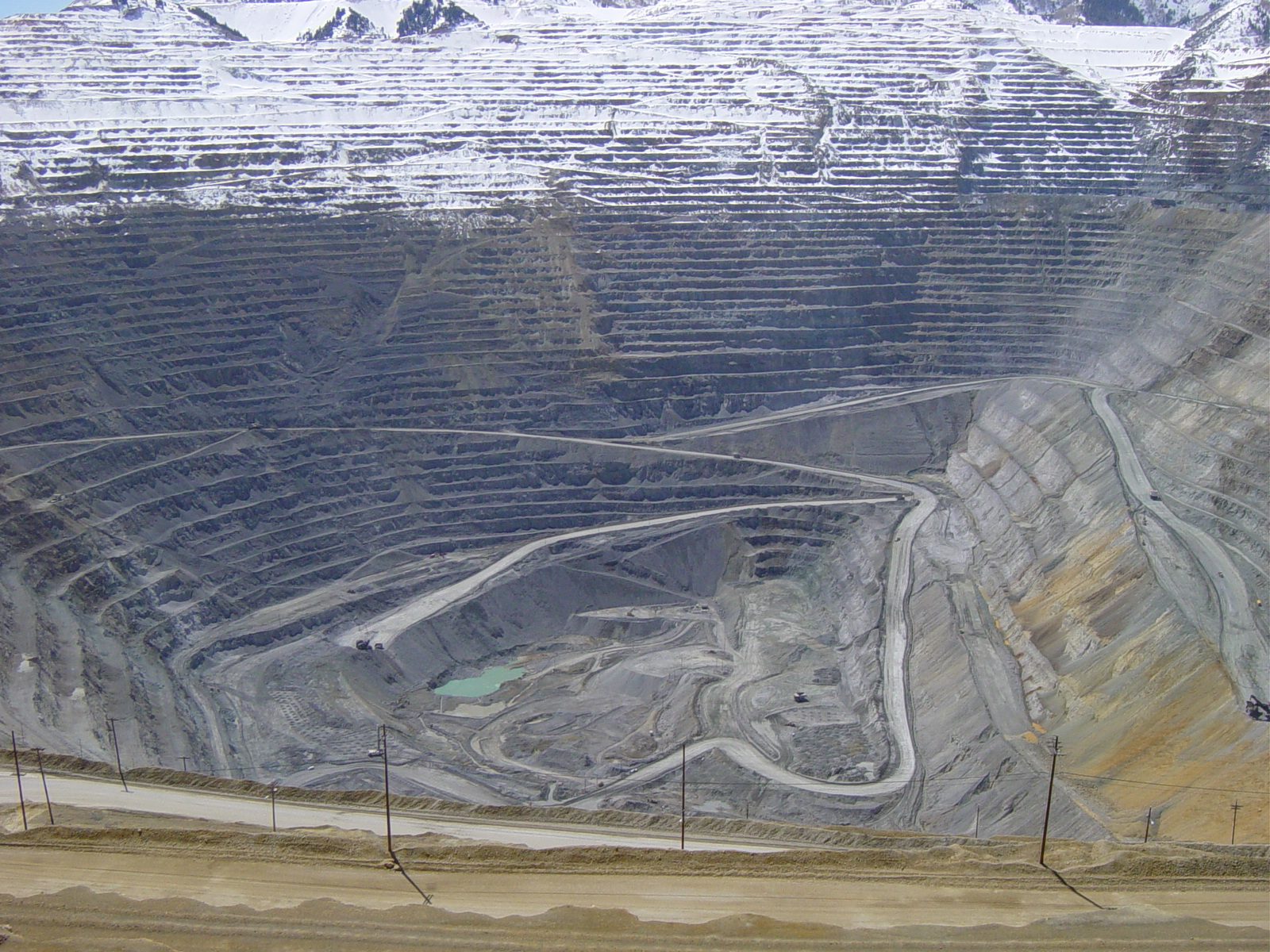
La miniera nel 2005

La miniera di Bingham Canyon è una miniera a cielo aperto di rame che si trova in Utah, USA, nei Monti Oquirrh.
La miniera è il più grande scavo del mondo fatto dall'uomo.
Opera dal 1906 e ha portato alla creazione di un pozzo di oltre 1,5 km di profondità e 2,5 km di larghezza. A sessant'anni dalla creazione il sito è stato designato come monumento storico nazionale.